# Alubia carilla

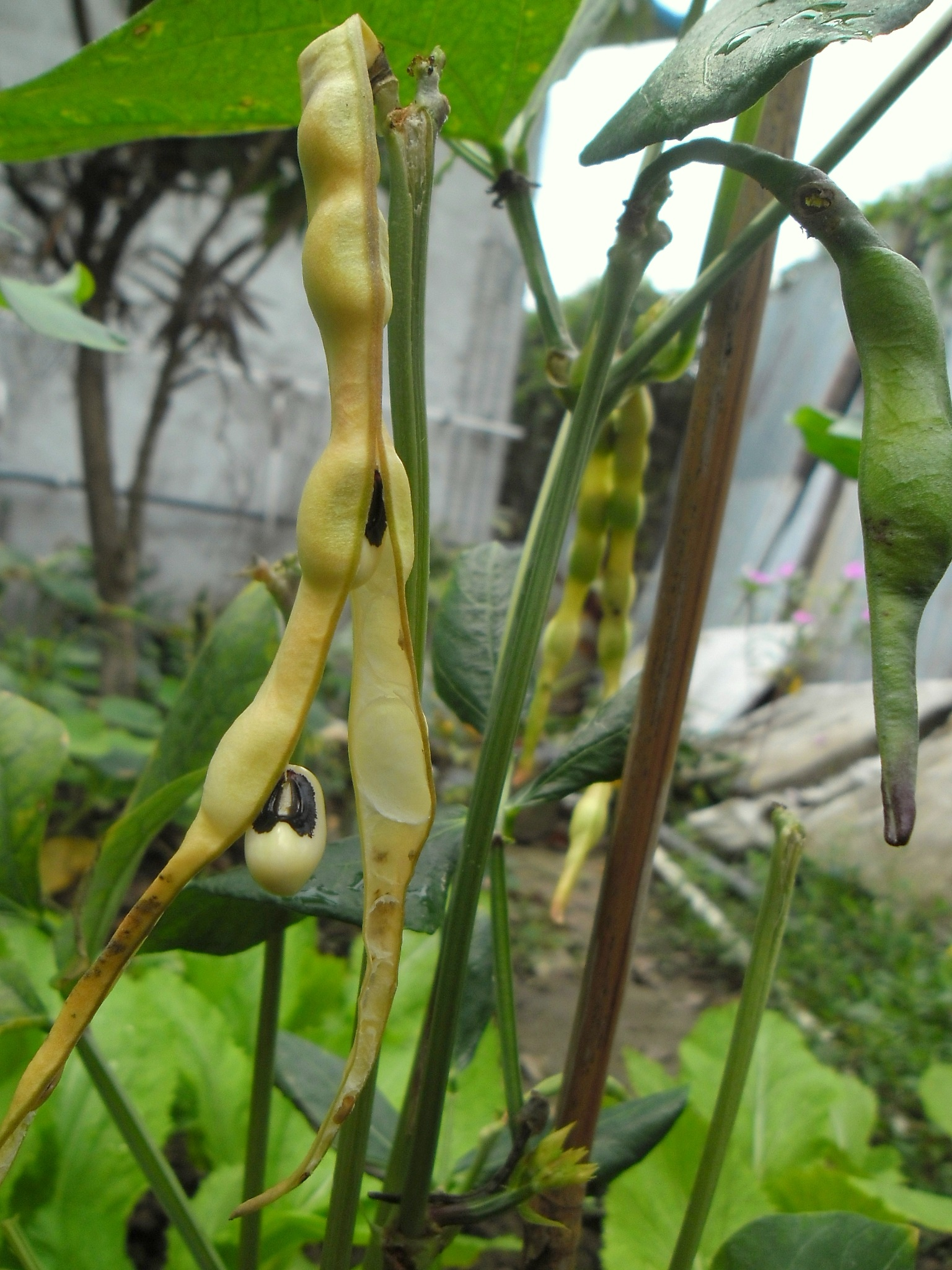
Frijol Black-eyed ya maduro, abierto de ojos negros en vaina asociada con vainas en desarrollo

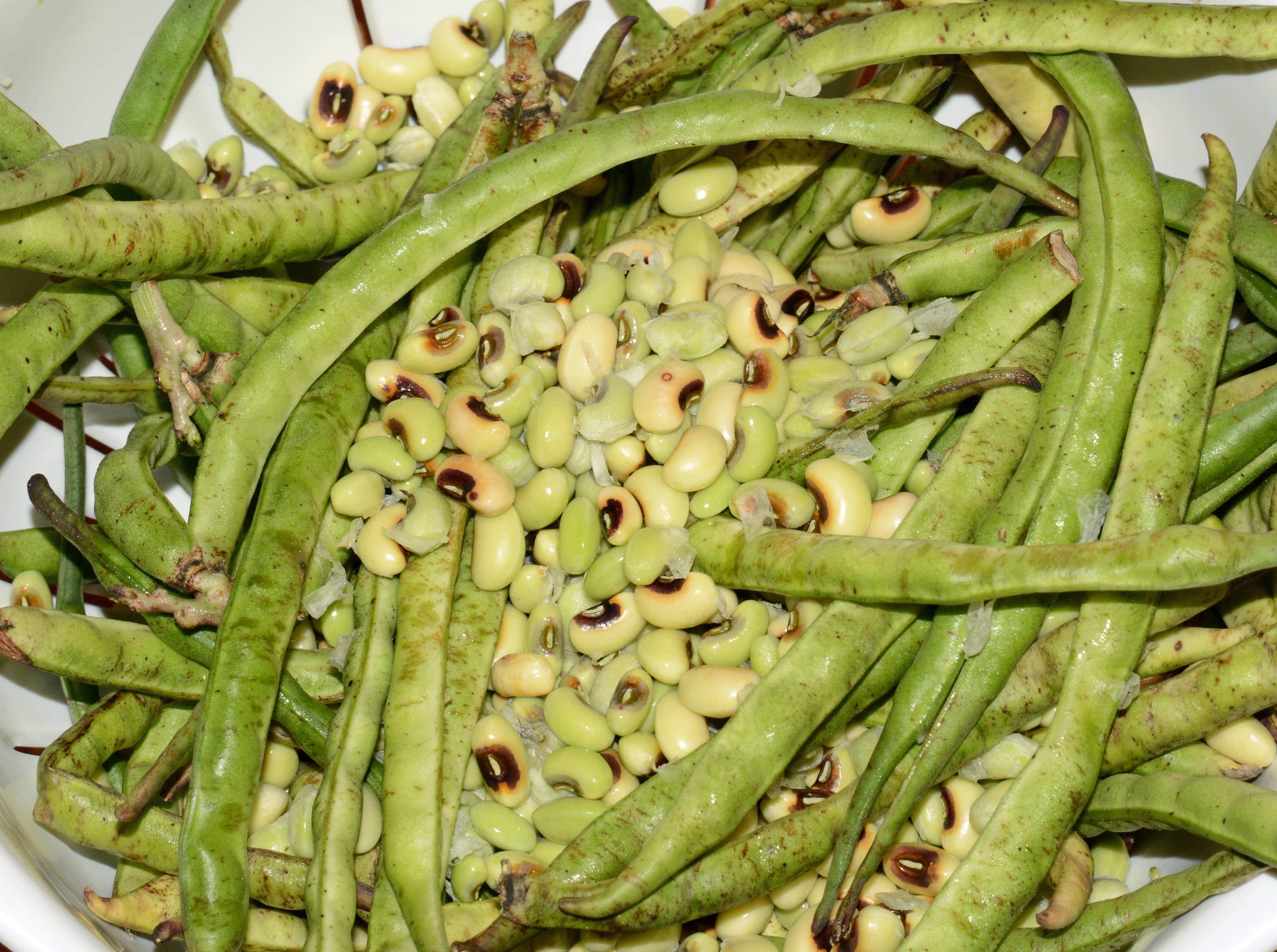
Frijoles Black-eyed, en vainas y desenvainados.

La alubia carilla, alubia ojo de liebre o alubia ojo negro (en inglés, black-eyed pea o black-eyed bean «alubia negro-punteada») (en el Perú, frejol castilla o lenteja bocona, en Colombia, frijol cabecita negra) una subespecie de la especie Vigna unguiculata (carilla, chíchare, alubia o caupí), cultivado en todo el mundo por su frijol comestible de tamaño mediano. La variedad comercial común se llama California Blackeye, que es de color pálido con una mancha negra prominente.
El sur de Estados Unidos tiene innumerables variedades, muchas de ellas vestigios vegetales, que varían en tamaño y color (puede ser negro, marrón, rojo, rosa o verde). Todas las variedades de alubia son verdes cuando están recién peladas y marrones o tostadas cuando se secan. 
Este tipo de alubia es el único que ya existía en la península ibérica antes del Descubrimiento de América, y consta que fue alimento para los antiguos griegos y romanos y para los árabes de Al-Ándalus. Se consume principalmente en el interior, como en Zona de Talavera de la Reina (Toledo) y comarca,donde se las denomina carillas, y en Cataluña, donde se le llama fesolets.
El nombre botánico actualmente aceptado para el guisante de ojos negros es Vigna unguiculata subsp. unguiculata, aunque anteriormente se clasificó en el género Phaseolus. Vigna unguiculata subsp. dekindtiana es el pariente salvaje y Vigna unguiculata subsp. sesquipedalis es el frijol serpiente o espárrago relacionado. El frijol ojo de cabra del norte de México, a veces se lo confunde con el Black-eyed, pero son diferentes.

## Historia
La alubia carilla se cultiva en todo el mundo. La mayor parte de su cultivo se encuentra en el sur de los Estados Unidos, ya desde el siglo XVII en Virginia. También se hizo popular su cultivo en Texas. Es un ingrediente importante en la gastronomía del sur de Estados Unidos. Su plantación fue promovida por el botánico y agricólogo George Washington Carver porque, como leguminosa, agrega nitrógeno al suelo y tiene un alto valor nutricional. Contiene calcio (41 mg), ácido fólico (356 mcg), proteínas (13.22 g), fibra (11.1 g) y vitamina A (26 UI) entre otros nutrientes, y tiene menos de 200 calorías en el contenido de una taza (171 g).

## Cultivo
Este cultivo amante del clima cálido debe sembrarse después de que haya pasado la última helada y el suelo esté más caliente. Las semillas sembradas demasiado temprano se pudrirán antes de la germinación. Son extremadamente tolerantes a la sequía, por lo que se debe evitar el riego excesivo.
El cultivo está relativamente libre de plagas y enfermedades. Los nemátodos raiceros pueden ser un problema, especialmente si los cultivos no se rotan. Como leguminosa fijadora de nitrógeno, la fertilización puede excluir el nitrógeno tres semanas después de la germinación.
La flor produce abundante néctar, y grandes áreas pueden ser una fuente de miel. Debido a que la floración atrae a una variedad de polinizadores, se debe tener cuidado en la aplicación de insecticidas para evitar el abuso de pesticida (ilegal en algunos países).
Comenzará a crecer 2 a 5 días más tarde de haberla plantado.

## Año nuevo

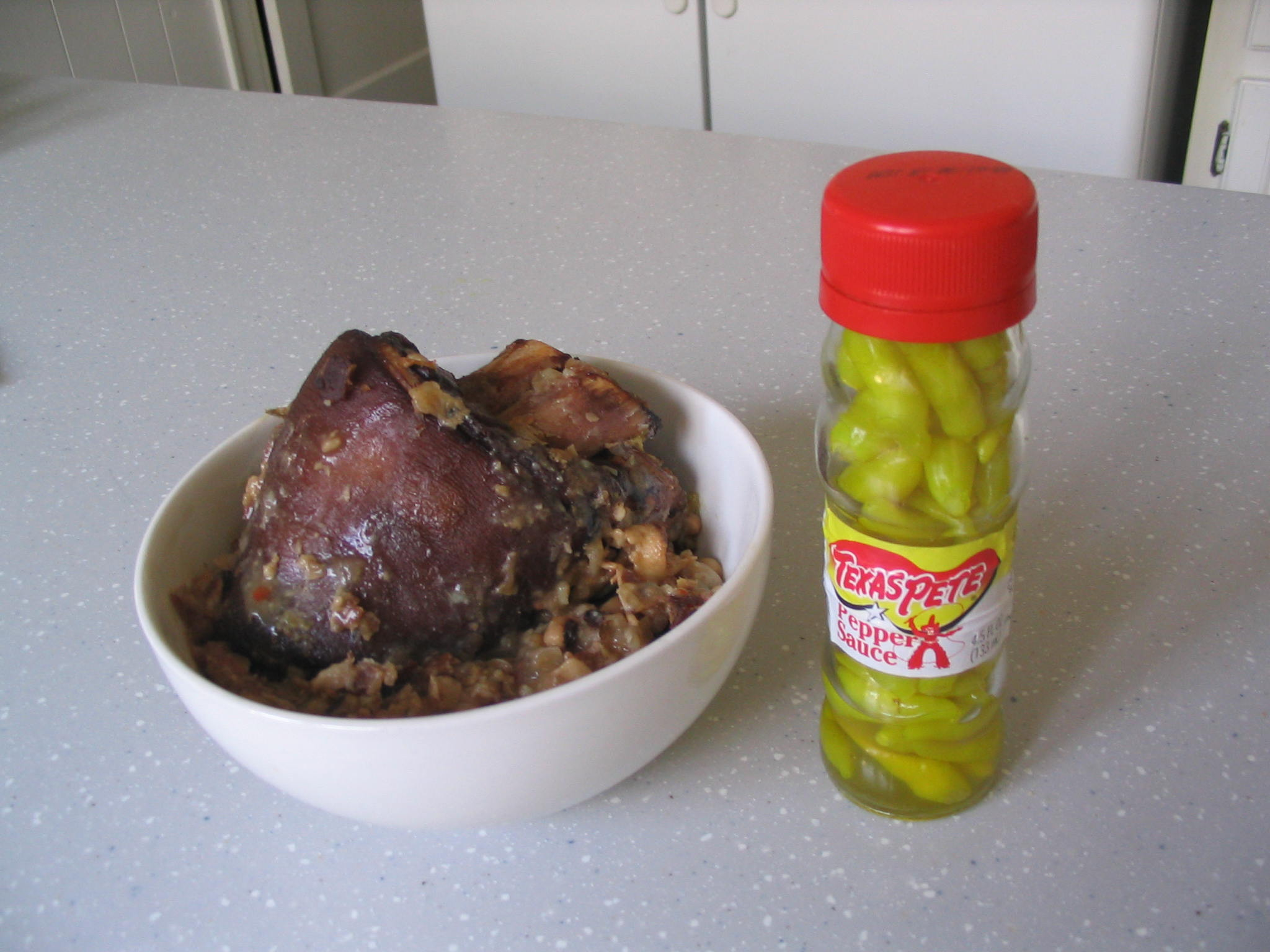
El día de Año Nuevo en Alabama: alubias, codillo de cerdo y chiles picantes encurtidos.

En el sur de los Estados Unidos, se cree que comer estas alubias o un Hoppin' John (tradicional de la cocina soul) en el día de Año Nuevo traerá prosperidad para el año que viene. Las alubias generalmente se cocinan con un producto de cerdo para dar sabor (como tocino, grasa, huesos de jamón o papada de cerdo) y cebolla picada, y se sirven con salsa picante o vinagre con sabor a chile picante. La comida tradicional también incluye col, berza, nabo o hojas de mostaza y jamón. Las alubias que se hinchan cuando se cocinan, simbolizan la prosperidad; la verdura verde simboliza el dinero; la carne de cerdo, porque los cerdos remueven la tierra hacia adelante cuando buscan alimento, representa un movimiento positivo. El pan de maíz, que representa el oro, también suele acompañar esta comida.
Existen varias leyendas sobre el origen de esta costumbre. Dos explicaciones populares para la asociación del sur estadounidense con las alubias y la buena suerte se remontan a la Guerra de Secesión. La primera está asociada con la Marcha hacia el mar del general William T. Sherman del Ejército de la Unión, durante la cual saquearon los depósitos de alimentos de los confederados. Las historias dicen que las alubias y el cerdo en salazón no se habían tocado, debido a la creencia de que eran alimentos para animales y no eran aptos para el consumo humano. Los sureños se consideraron afortunados de tener algunos suministros para ayudarlos a sobrevivir el invierno, y las alubias Black-eyed se convirtieron en una representación de buena suerte. Un desafío a esta leyenda es que el general Sherman trajo suministros de respaldo con él, inclusive piensos para tres días, y era poco probable que hubiese dejado intactos incluso los alimentos para animales. Además, las fechas promedio de la primera helada para Atlanta y Savannah, respectivamente, son el 13 y el 28 de noviembre. Como la marcha de Sherman fue del 15 de noviembre al 21 de diciembre de 1864, es improbable, aunque posible, que el Ejército de la Unión hubiese encontrado campos de estas alubias como se narra en la mayoría de las versiones de la leyenda. En otra tradición sureña, era un símbolo de emancipación para los afroamericanos que habían sido esclavizados previamente y que después de la Guerra de Secesión fueron liberados oficialmente el día de Año Nuevo. Otras tradiciones del sur de Estados Unidos apuntan a judíos de ascendencia asquenazí y sefardí en ciudades y plantaciones del sur.

## Usos culinarios en todo el mundo

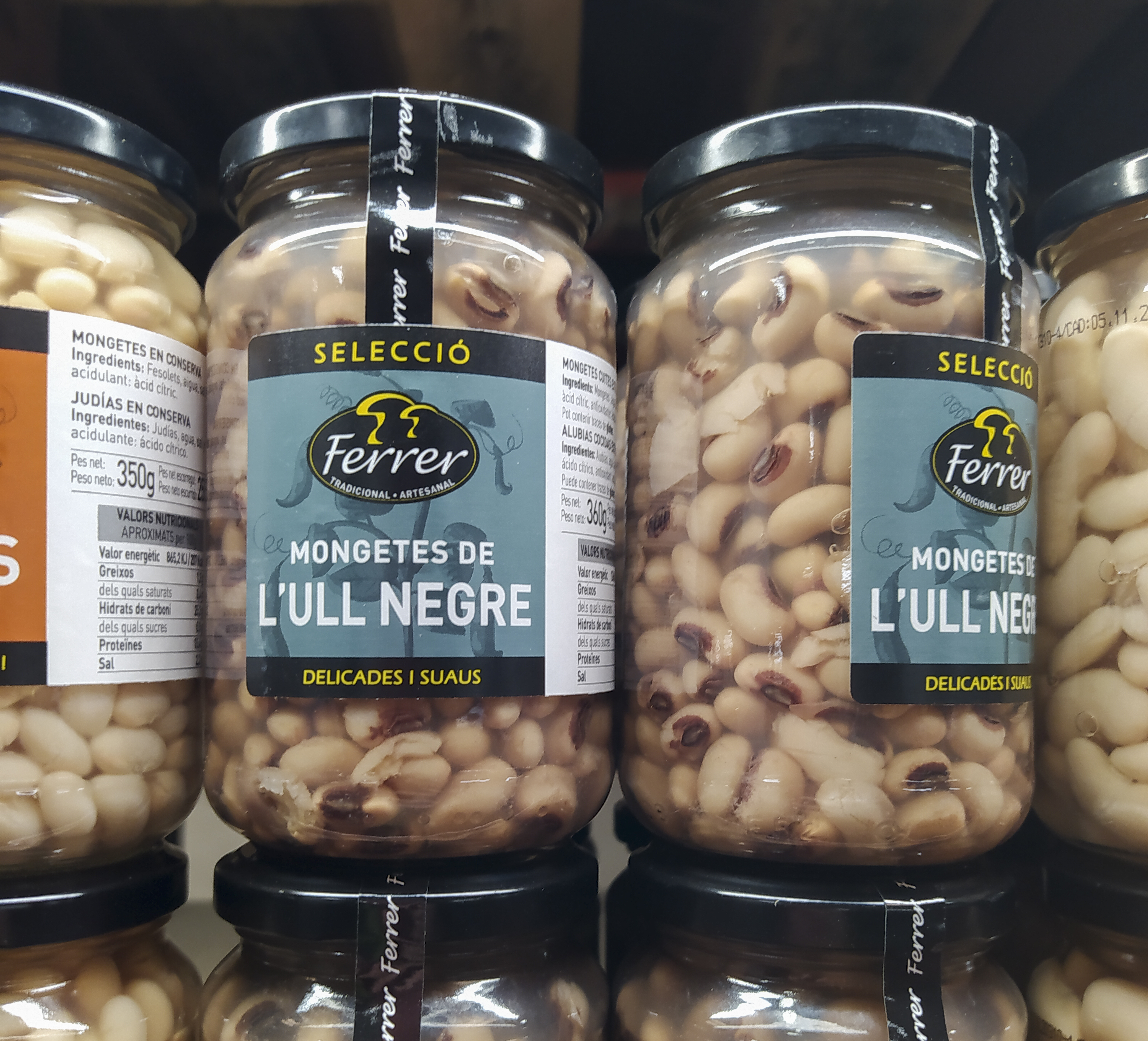
Tarro de judías del ojo negro en Barcelona, España (mongetes de l'ull negre en catalán)

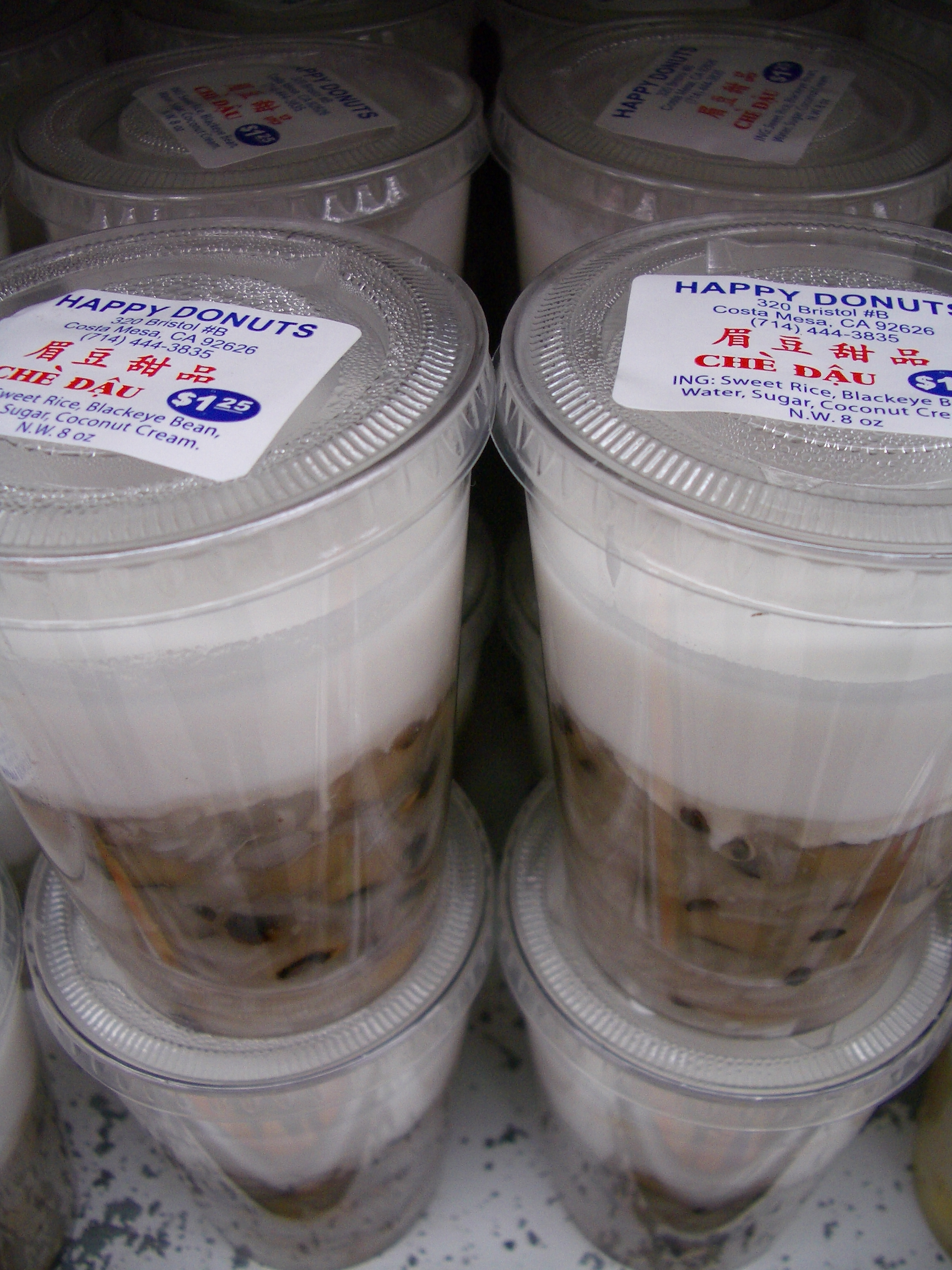
Varias tazas de chè đậu trắng, un postre vietnamita hecho con alubias Black-eyed.

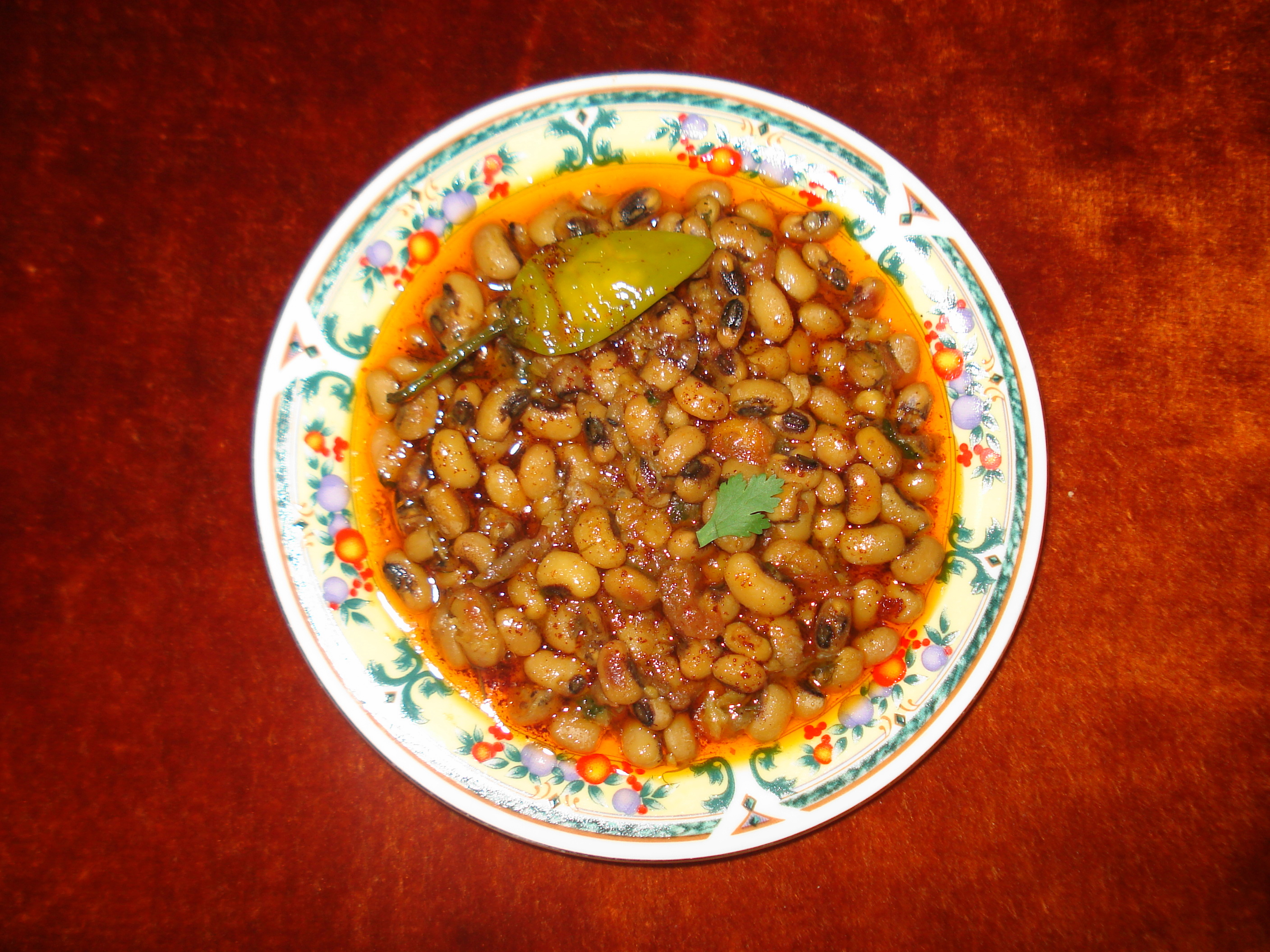
Lobia Curry, un plato con alubias Black-eyed de la gastronomía india.

### África y Oriente Medio
En Egipto y otros países árabes se les llama al-lubíyah (لوبية lúbiyā' de aquí procede «alubia»). Se cocina con cebolla, ajo, carne y jugo de tomate, y se sirve con arroz árabe (ruz bil shareyah), que es arroz con una pastina (shareyah), siendo el plato de arroz más famoso de Egipto.
En Jordania, Líbano y Siria, la lubíeh' son de tipo Black-eyed pero verdes en vez de blancas, y se cocinan con cebolla, ajo, tomates, pelados y picados, aceite de oliva, sal y pimienta negra.
En África occidental y el Caribe, una preparación culinaria tradicional llamada àkàrà (o acarajé en Brasil), que es un puré de alubias carilla con sal, cebolla y/o pimientos, que luego se fríen como croqueta.

### Asia y el Pacífico
En Indonesia, las alubias Black-eyed se llaman kacang tunggak o kacang tolo en el idioma local. Se usan comúnmente en platos de curry como sambal goreng, una especie de plato de curry rojo picante y caliente, sayur brongkos o sayur lodeh.
La alubia se usa comúnmente en toda la India. En el norte, las alubias Black-eyed se llaman lobia o rongi y se cocinan como el Daal, servidos con arroz. En Maharashtra, se llaman chawli y se usa en un curry llamado chawli amti o chawli usal. En Karnataka se llaman alsande kalu y se usan en la preparación de huli, un tipo popular de curry. En el distrito de Kanara del Sur se les llama lathanay dha beeja y se cocinan en pasta de coco con especias para hacer un curry picante o un curry de coco seco. En Tamil Nadu, se les llama karamani o thattapayaru y se usan en varias recetas, como hervirlas y convertirlas en un sundal similar a una ensalada (a menudo durante los festivales Ganesh Chaturthi y Navratri). En Andhra Pradesh se les conoce con el nombre de alasandalu y se utilizan para la variedad de recetas más populares para vadas. En Kerala, se usan para preparar la sopa olan, que es parte de un combinado llamado sadhya.
En Vietnam, las alubias Black-eyed se usan en un postre dulce llamado chè đậu trắng (alubias y arroz glutinoso con leche de coco).

### Europa
En Chipre y Turquía se consume börülce salatası («ensalada de alubias»), que son alubias carilla blanqueadas con un aderezo de aceite de oliva, sal, jugo de limón y ajo.
En Portugal, se sirven con bacalao hervido y patata, con atún y en ensaladas.
En España, de donde se extendió al resto del mundo, se sirve con patata y chorizo, siendo un plato clave en la alimentación labriega del interior de la península.
En la Vega Baja del Segura se cocina, principalmente,  como parte del "arroz clarico de Vigilia". Plato que consiste en cocinar los frisuelos ( que así se denominan aquí) con verduras de temporada como cardos, alcachofa, acelgas, nabo, patata, etc. También  aceite de oliva y pimentón dulce además de azafrán. Es delicioso y de gran arraigo en toda la comarca de la Vega Baja del Segura

### América
América del Norte
El plato Hoppin' John, hecho de alubias carilla, arroz y carne de cerdo, es un plato tradicional de partes del sur de los Estados Unidos.
El caviar de Texas, otro plato tradicional en el sur de Estados Unidos, está hecho de alubias carilla marinadas en vinagreta y ajo picado.
América del Sur
En el estado de Bahía, en el noreste de Brasil, especialmente en la ciudad de Salvador, se usan en una plato de calle de origen nigeriano llamado acarajé. Los frijoles se pelan y trituran, y la pasta resultante se convierte en bolas y se fríe en dendê. El acarajé generalmente se sirve dividido por la mitad y relleno con Vatapá, caruru, tomates verdes y rojos cortados en cubitos, gambas secadas al sol y fritas, y salsa picante casera.
En el norte de Colombia, son un ingrediente popular para los buñuelos. Se sumergen en agua durante unas horas para aflojar la piel y suavizarlos. Las pieles se eliminan a mano o con la ayuda de un molinillo. Una vez que se quitan las pieles, el frijol se muele o se mezcla, y se agregan los huevos, lo que produce una mezcla suave. La mezcla se fríe en aceite caliente. Es una comida nutritiva para el desayuno.
En otras zonas de Sudamérica, como Guyana o Trinidad y Tobago, es uno de los tipos de alubias más populares cocinados con arroz, el principal es el frijol rojo. También se cocina solo como aperitivo. Durante la víspera de Año Nuevo en las Guayanas, las familias cocinan un plato tradicional llamado cook-up rice («arroz cocido»). El plato incluye arroz, frijoles Black-eyed y otros guisantes y una variedad de carnes cocinadas con leche de coco y condimentos. Según la tradición, el arroz cocido debería ser lo primero que se consume en el Año Nuevo para la buena suerte. El arroz cocido también se prepara como un plato cotidiano.